# Кінгстон (Онтаріо)
 Кі́нгстон  (англ. Kingston) — місто (450,39 км²) в графстві Фронтенак провінції Онтаріо в Канаді на березі озера Онтаріо в місці, з якого витікає Річка Святого Лаврентія.
Місто налічує 117 207 мешканців (2006) (260,0/км²).
У Кінгстоні знаходиться Університет Квінз та Королівський військовий коледж Канади.

## Економіка
Економіка міста доволі розвинена і в державному, і в громадському секторах: важливіші міські установи — у медичній і освітянській галузях, урядових установах (включно з в'язницями й військом), туристичній і науково-дослідній галузях. Останнім часом економіка міста розвивається повільніше від середньоканадського рівня та помітний деякий економічний спад у виробничій галузі: локомотивний завод Canadian Locomotive Company припинив функціонування, фабрики Dupont (хімічна промисловість) і Alcan (виплавлювання алюмінію) значно зменшили кількість працівників.

## Відомі люди
- Ґрент Аллен (1848—1899) — англоканадський письменник.
- Норман Леві Боуен (1887—1956) — американський петрограф.
- Скотт Гаррінгтон (*1993) — канадський хокеїст.
- Любомир Луцюк — канадський історик, викладач військового коледжу.
- Гас Маркер (1905—1997) — канадський хокеїст.
- Рік Сміт (* 1948) — канадський хокеїст.
- Джоан Фосетт (1937—2015) — канадський політик.

## Зображення

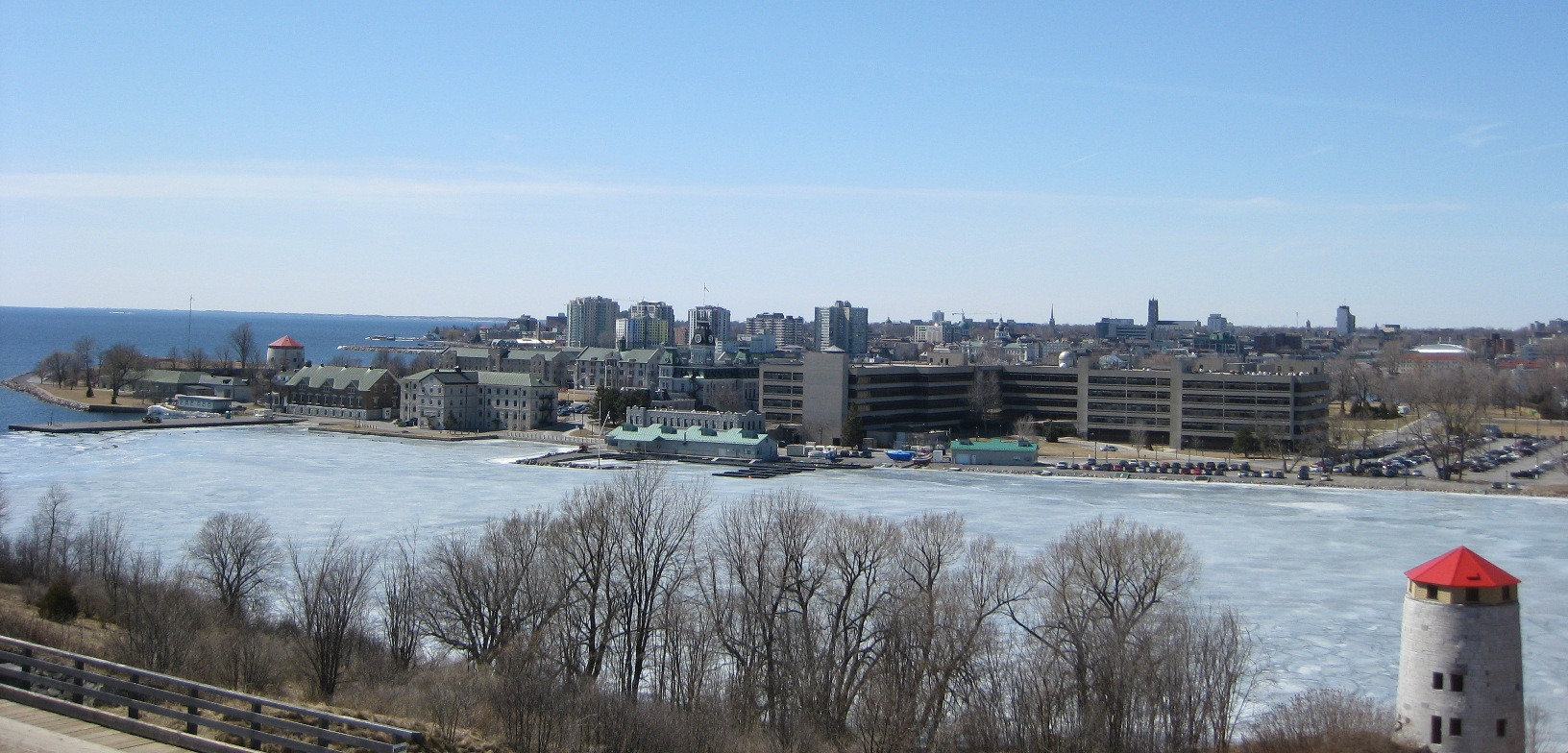
Краєвид міста з горба від Форту Генрі
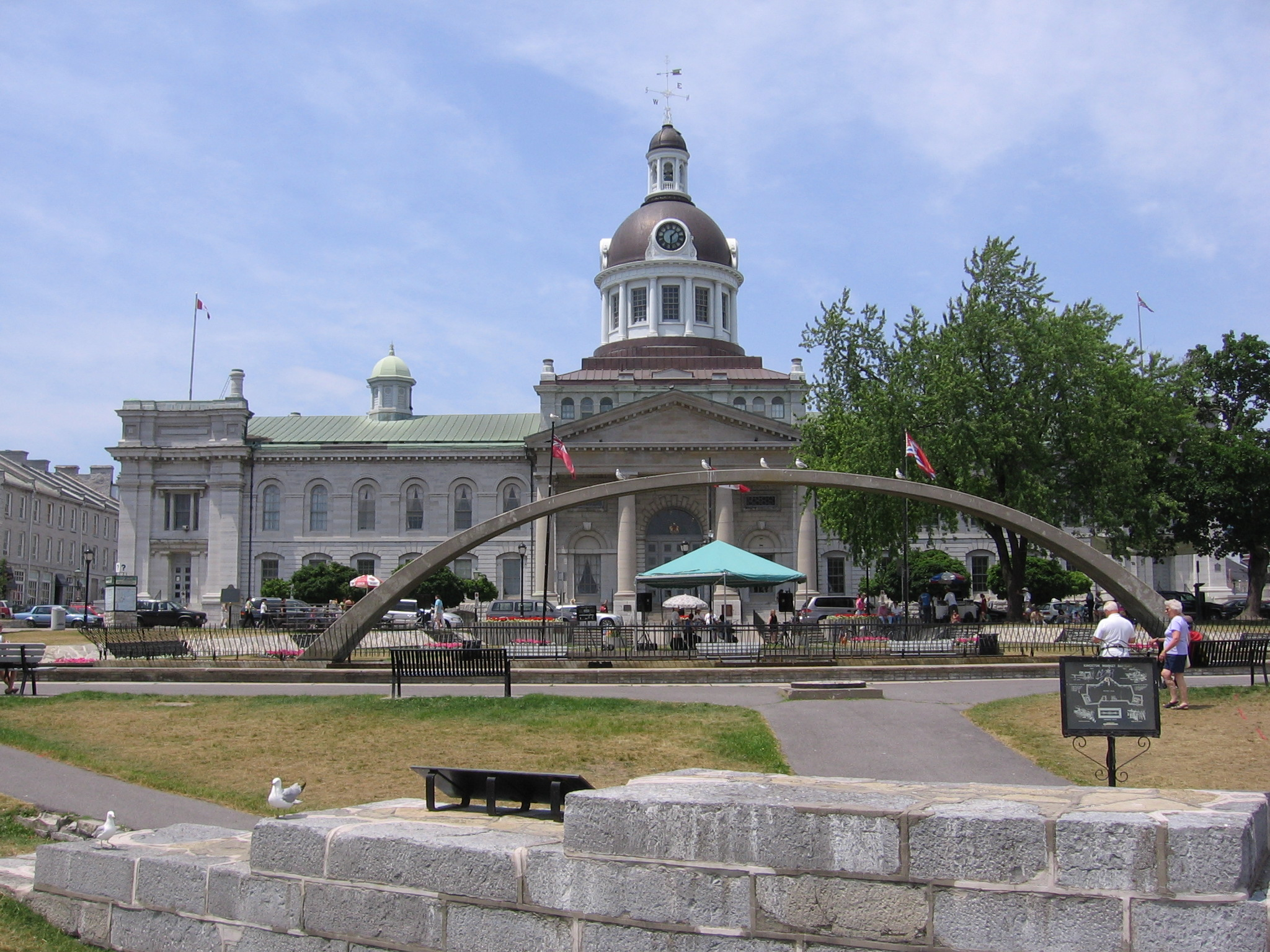
Кінгстонська Ратуша